# 薛渊
薛渊（？—494年），本名道渊，因避讳齐高帝萧道成而改名渊，《南史》又因避讳唐高祖李渊将他改名深，河东郡汾阴县（今山西省运城市万荣县）人，出自河东薛氏南祖，刘宋、南齐官员。

## 生平
薛渊是薛安都的堂侄，泰始二年（466年）薛安都献彭城投降北魏后，薛安都的族人都跟着去了北方。萧道成镇守淮阴时，薛渊逃来南方，主动投靠了萧道成。薛渊果断干练有勇力，萧道成命薛渊率领部曲，在帐内警备防卫，跟着自己去征伐。元徽末年，薛渊因立战功官至辅国将军，右军将军，骁骑将军，担任军主，封竟陵侯。
昇明元年（477年），沈攸之发难，萧道成入朝，萧嶷代守东府。萧道成听说袁粲要起兵反对自己，就派军主苏烈、薜渊、太原人王天生率军前往石头城，名义上增援袁粲，实际上是防备他。薜渊坚决拒绝，萧道成强迫他去，薜渊不得已，痛哭流涕下拜告辞，萧道成说：“你到石头城，近在咫尺，早上去晚上回来，何至如此悲伤？又何至要正式辞行？”薜渊说：“不知道您能不能保全袁粲一家老小？今天我奉命前往，赞成他，就是辜负您；不赞成他，那么我立刻会受到祸害，怎么能不悲伤！”萧道成说：“所以派你去，是因为你能随机应变，使我解除西顾之忧。只管努力，不要多说。”薛渊之后领兵驻扎在司徒府，共同守卫京城。十二月壬申（478年1月12日），王蕴听说刘秉先行逃走的消息，狼狈集结部众数百人，奔向石头城。萧嶷夜登西门远远的呼喊薛渊，薛渊被惊起，率领军队去解救。王蕴本来约定开南门进去，可是正值黑夜，薛渊在城楼上发箭射击，王蕴认为袁粲已经失败，部众当即四处逃走。萧嶷派遣帐内军主戴元孙等二千人随薛渊一起前往石头城，薛渊、苏烈、王天生、戴僧静等人到石头城火烧城门进攻，最终攻克石头城，将袁粲杀死。事平后，第二天清晨各路军队还师聚在杜姥宅，街道都挤满了人，宫门不能打开，萧道成登南掖门楼命众军各回自己驻地，到早饭时间之后，城门打开，薛渊才得以入宫，见到萧道成后高兴的流下眼泪。昇明元年闰十二月，萧道成将要讨伐沈攸之，预计命令龙骧将军军主薛渊与广州刺史周盘龙、辅国将军张文憘、并州刺史王敕勤、龙骧将军王洪范、龙骧将军成买等人率领铁甲骑兵五千人，作为后军部队。萧道成即位后，薛渊增加食邑二千五百户，出任淮陵郡太守，加宁朔将军，骁骑将军如故。不久薛渊出任直阁将军，冠军将军，又转任太子左率。
建元二年（480年）正月，北魏秦州刺史薛道标领兵进攻南齐的寿阳郡，齐高帝因为薛渊是薛道标的堂兄弟，敕令齐郡太守刘怀慰说：“听说薛道标要南来，他的妻子儿女都在都城，薛道标与各个弟弟不再共同生活，凡此类，都要使他造成多方误会，纵然不能使人全信，也足以使豺狼们相互怀疑猜忌。”齐高帝让刘怀慰以薛渊的名义写信给薛道标，表示拉拢收买的意思，北魏得到书信后，将薛道标召回，派梁郡王元嘉替换。
建元四年（482年），齐武帝即位，薛渊调任左卫将军。之前薛渊逃回南方时，他母亲索氏不能逃离，改嫁长安杨氏，薛渊暗中派人去赎回母亲，梁州刺史崔慧景回报薛渊说：“索氏在边界上，我已派出信使接人，她已脱离险境。”薛渊上表请求解职到边界上迎接母亲，得到批准。薛渊改任散骑常侍、征虏将军。薛渊母亲南归的事最终没能实现。永明元年（483年），薛渊上表请求解职并将貂蝉冠服送回朝廷。齐武帝诏令说：“南北双方相隔遥远，音讯话语难以审辨。薛渊深深的忧思母亲，坚决要求辞官。当年东关旧典，还能结婚和做官；何况母亲和父亲有区别，索氏现在确切的消息不时能传达，依照前例，不允许辞职。拒绝表章所奏，迅速还给他朝服。”薛渊由于赎不回母亲，又上表求解职，齐武帝不准许。后来北魏派遣使者前来，齐武帝把薛渊写给他母亲的信交给北魏使者带回去。
齐武帝前往安乐寺时，薛渊随驾经过虏桥。此前皇帝有敕令羌虏桥仪仗不能经过，薛渊因此被有关部门劾奏，被免官，又被原谅。永明四年正月甲子（486年1月22日），薛渊外任持节、督徐州诸军事、徐州刺史，征虏将军如故。永明五年（487年），薛渊升任右将军萧鸾的右军司马，征虏将军如故，又转任大司马府司马，济阳郡太守，征虏将军如故。永明七年（489年），薛渊出任给事中、右卫将军，因病被解除职务。回家时，薛渊不能乘车，只能去掉车轮，让人用车厢抬着他离去，又被有关部门弹劾检举，再次得到宽恕。
永明八年（490年），薛渊出任右将军、大司马府佐，领兵讨伐巴东王萧子响。萧子响的军主刘超之被追捕的很急迫，用被褥夹藏十几种东西贿赂薛渊以脱身自逃，薛渊把他藏在军中，被有关部门弹劾检举，齐武帝诏令原谅薛渊。永明十年（492年），薛渊任散骑常侍，右将军如故。永明十一年（493年），齐武帝去世，朝廷担心北魏南侵，任命薛渊为假节，军主、本官如故。不久薛渊加骁骑将军，假节、本官如故。隆昌元年正月己酉（494年1月25日），薛渊外任持节、督司州军事、司州刺史，右将军如故。延兴元年（494年），薛渊进号平北将军，还未拜官就去世。齐明帝即位，才有诏令赠送薛渊治丧钱五万，布五百匹，定下日子举行葬礼。